# Sonny & Cher

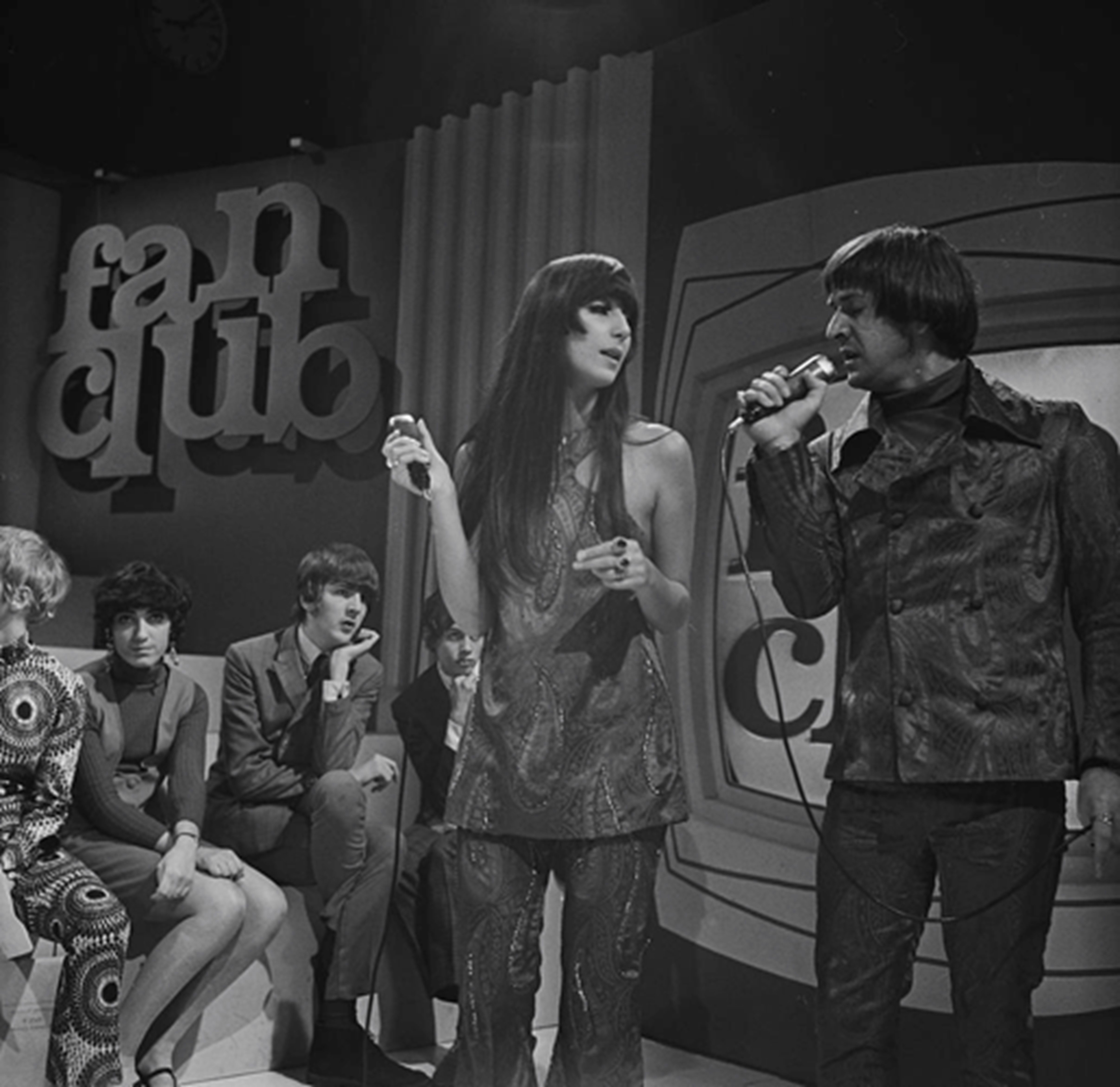
Sonny & Cher (Nederländsk TV, 1967)

Sonny & Cher var en amerikansk pop- och folkrock-duo som existerade åren 1964-1974 och bestod av Cher och Sonny Bono. Deras största hit var "I Got You Babe".
Sonny Bono träffade Cherilyn LaPierre (Cher) första gången 1962 då han arbetade tillsammans med Phil Spector med musikinspelningar i Los Angeles, Kalifornien. Följande år presenterade han Cher för Spector som först använde henne som bakgrundssångerska. Sonny var redan gift, men efter att ha tillbringat en del tid med Cher blev de förälskade. Sonny bröt upp sitt äktenskap och de gifte sig snart.
De båda bildade en egen duo 1963, Caesar and Cleo, vilken inte blev framgångsrik eller långvarig. De bytte sedan namn till Sonny and Cher och fortsatte jobba ihop, samtidigt som de inledde solokarriärer. Sin första hit fick de med "Baby Don't Go" 1965. Men det stora genombrottet kom senare samma år med "I Got You Babe" vilken blivit deras signatursång. En vecka innan detta släpptes Chers debutsingel, en cover på Bob Dylans "All I Really Want to Do" (där också Sonny medverkade) och den blev också en hit, om än inte lika stor. Efter detta följde de adekvata framgångarna "Just You" och "Laugh at Me", den sistnämnda en solosingel med Sonny Bono. 
När de var som populärast gjorde de filmen Good Times, som var den senare Oscarsbelönade regissören William Friedkins långfilmsdebut. Filmen fick dock övervägande negativ kritik och var ingen kassasuccé.

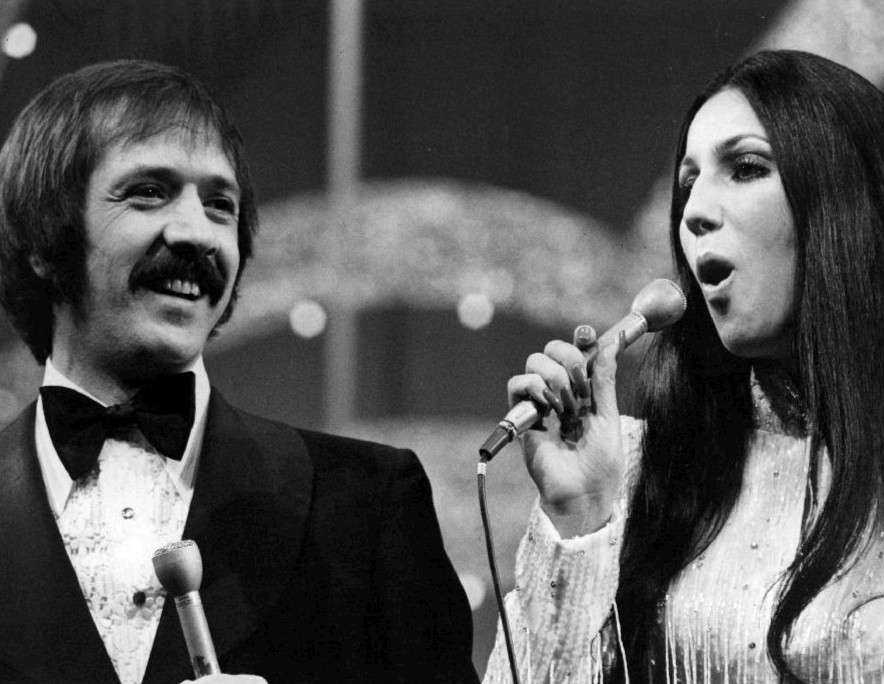
Sonny & Cher uppträder vid Entertainer of the Year på CBS Television 1973.

De fortsatte släppa singlar, till exempel "What Now My Love" och "But Your'e Mine", men de nådde bara halvhög placering på Billboard-listan. Hösten 1966 släppte de "Little Man" vilken blev deras största hit i Europa och på Tio i topp i Sverige. Tidigt 1967 släpptes "The Beat Goes On" vilken också blev en stor hit. Efter den dröjde det fram till 1971 innan duon fick framgång igen med låten "All I Ever Need Is You". "A Cowboy's Work Is Never Done" blev deras sista hit 1972. Två år senare hade äktenskapet fallit sönder och duon upplöstes strax efter det.
Cher fortsatte en framgångsrik solokarriär, medan Sonny aldrig riktigt lyckades nå musikalisk framgång igen. Däremot nådde han stor framgång som politiker under 1990-talet, bland annat som borgmästare i Palm Springs, innan han 1998 avled till följderna av en skidolycka.

## Övrigt
I filmen Måndag hela veckan tvingas huvudpersonen återuppleva samma dag om och om igen, och en del av plågan är att varje morgon vakna upp till I Got You Babe.

## Diskografi (i urval)
- Look at Us (1965)
- The Wondrous World of Sonny and Cher (1966)
- In Case You're in Love (1967)
- Good Times (1967)
- All I Ever Need Is You (1972)